# Лака
Озеро Лака (чеськ. Laka, також Pleso, нім. Lakkasee) — найвище високогірне озеро у Чехії, що знаходиться у горах Шумава. Належить до групи льодовикових озер, з яких п'ять знаходиться у Чехії, і три — у Німеччині.
Озеро розташоване біля підніжжя гори Плесна у національному парку Шумава за десять кілометрів на південний схід від села Железна-Руда. Сформувалося в останню льодовикову епоху. Має овальну форму, витягнуту з півдня на північ.
Перша згадка про озеро датується 1831 роком, коли воно було відмічене на карті Праченського краю Крейбіха як безіменне. Назва «Лака» з'явилася у 1837 році й утворена від слова «mlaka» — болото або від лат. «lacus» — стояча вода. Під час військової картографічної зйомки 1836–1852 років озеро нанесли на карти остаточно.
Для потреб сплаву дерев 1830-х роках було збудовано дамбу, а у 1888 році її підвищено, і рівень озера значно підвищився, а площа збільшилася.
В озеро впадає два потоки, що течуть з гори Плешне, струмок, що витікає з озера, впадає в річку Кремелна. Оточене сосновим лісом. На озері є пливучі острівці, вкриті торфовим мохом, осокою, пухівками, чорницею, положення яких постійно змінюється. В озері бачили форель.
Озеро доступне для рафтингу, прогулянок, взимку — для катання на лижах.
Озеро Лака входить до туристичних маршрутів
- Stará Hůrka — курган Abelů — Laka
- Gsenget — Zlatý stoleček — Laka
- Prášilský potok — Vysoká lávka — курган Abelů — Stará Hůrka — Laka

У 1947 році на березі озера знімали сцену з фільму «Divá Bára» за мотивами твору Божени Немцової. У сцені спершу мала купатися виконавиця головної ролі Власта Фіалова (Vlasta Fialová), але її замінили на дублерку — дівчину з Железної-Руди.
Озеро згадується у романі Карла Клостерманна «Склодуви» (Skláři).